# ハンス＝テオドール・シュミット

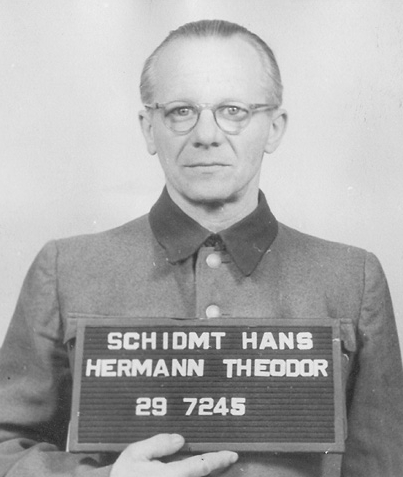
ハンス＝テオドール・シュミット（1947年4月）

ハンス・ヘルマン・テオドール・シュミット（Hans Hermann Theodor Schmidt, 1899年12月25日 - 1951年7月7日）は、ドイツの軍人。第二次世界大戦中、親衛隊（SS)の隊員としてブーヘンヴァルト強制収容所の所長副官などを務めた。最終階級は親衛隊大尉。

## 経歴
1899年、ヘクスターに生を受ける。1917年から1918年まで第一次世界大戦に従軍し、敗戦後はフライコールに参加した。1919年から1920年まで共和国軍で兵役に付く。除隊後は商業について学び、オランダやベルギーで働いた。
1932年、国家社会主義ドイツ労働者党（NSDAP, ナチ党）に入党すると共に親衛隊（SS)に入隊した。その後、彼は武装親衛隊に所属を移し、1940年からはヒンツァートSS特別収容所、1941年11月以降はブーヘンヴァルト強制収容所に勤務する。1942年4月、看守大隊（Wachbataillon）の副官に就任。同年9月、カール・オットー・コッホの後任としてヘルマン・ピスターが新所長に就任した際に所長副官に抜擢され、1945年4月の収容所解放まで務めた。ピスターはシュミットがヒンツァート収容所に勤務していた頃の上官であった。1944年、親衛隊大尉に昇進。1945年5月、シュミットは他の収容所職員らと共にアメリカ陸軍によって逮捕された。
敗戦後、シュミットは1947年4月11日にダッハウ裁判の一部として開かれたブーヘンヴァルト主要裁判の中で裁かれた。シュミット以外の被告には、フルダ＝ヴェラ親衛隊及び警察高級指導者だったヨシアス・ツー・ヴァルデック＝ピルモント、ブーヘンヴァルト収容所長ヘルマン・ピスターなどがいた。所長副官の職にあったシュミットは1942年から1945年までの期間における収容所の運営および看守の指揮に責任があったとされ、1947年8月14日には絞首刑による死刑判決が下された。
1951年1月31日、死刑反対運動の高まりを受けてシュミットへの死刑判決もアメリカ欧州軍総司令官トーマス・T・ハンディ将軍による審査を受けた。この運動によって11人の死刑囚が刑務所での服役に減刑されていた。しかし、ハンディは声明の中でシュミットについて所長ピスターの不在時には収容所における事実上の最高指揮官を務めるほどの上級幹部であり、また収容所における暴力に積極的に関与していたのだと述べた。さらにハンディは首撃ち室（Genickschussanlage, 身体計測室に偽装された銃殺刑の執行室）における殺人について次のように述べた。
ハンス・シュミットは確かにブーヘンヴァルトで3年間ほど副官を務めていた。[…]その間、彼は全ての囚人の処刑に関する責任があった。コマンド99として知られる特殊部隊を使い、数百人もの戦争捕虜を殺害した。それらの処刑は厩舎を病院薬局のように改装した部屋で行われた。犠牲者らは何の疑いもなく壁際の身長測定器に立たされたが、壁に隠されていた空気銃で頭を撃ちぬかれたのだ。時には1度に30人以上がこの方法で殺害された。また、その他にもシュミットは収容所の火葬場で、囚人を壁のフックに吊るしてゆっくりと絞殺したこともある。私はこの男に慈悲を与えるだけの理由を見つけられない。

1951年6月7日、ハンス＝テオドール・シュミットはランツベルク戦犯収容所にて絞首刑に処された。